# Don Dunstan

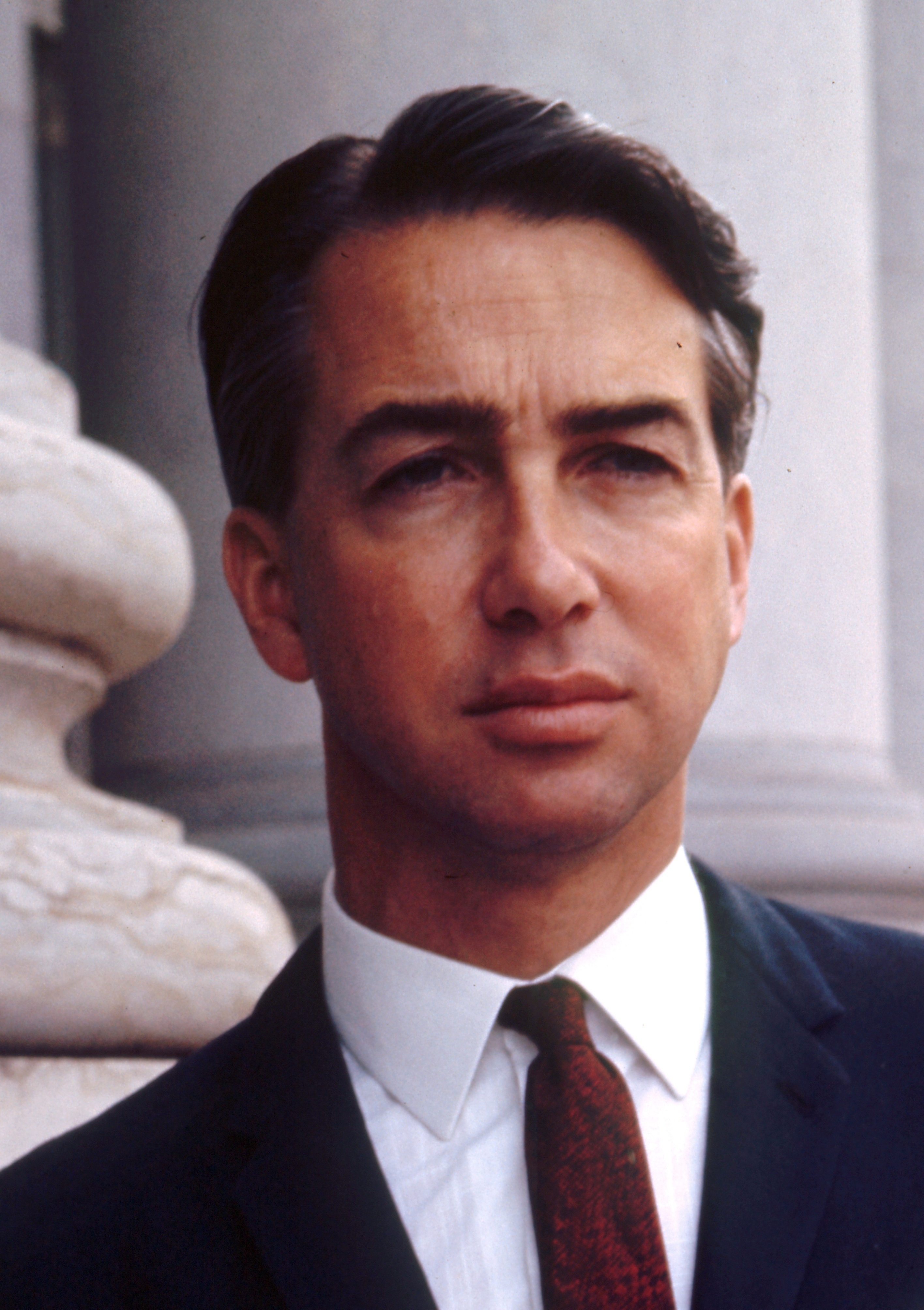
Don Dunstan (1968)

Hon. Donald „Don“ Allan Dunstan AC QC (* 21. September 1926 in Suva, Fidschi; † 6. Februar 1999 in Adelaide, South Australia) war ein australischer Politiker der Labor Party, der unter anderem von 1953 bis 1979 Mitglied des South Australian House of Assembly war, zahlreiche Ministerämter bekleidete  und zwei Mal als Premierminister von South Australia fungierte. Die Amtszeiten Dunstans führten durch Reformen zu einer Änderung des über Jahrzehnte zwischen 1933 und 1965 konservativ geprägten Süden Australiens und zu einem der fortschrittlichsten Bundesstaaten Australiens in den 1970er Jahren.

## Leben

### Rechtsanwalt, Mitglied derSouth Australia Legislative Assemblyund Minister

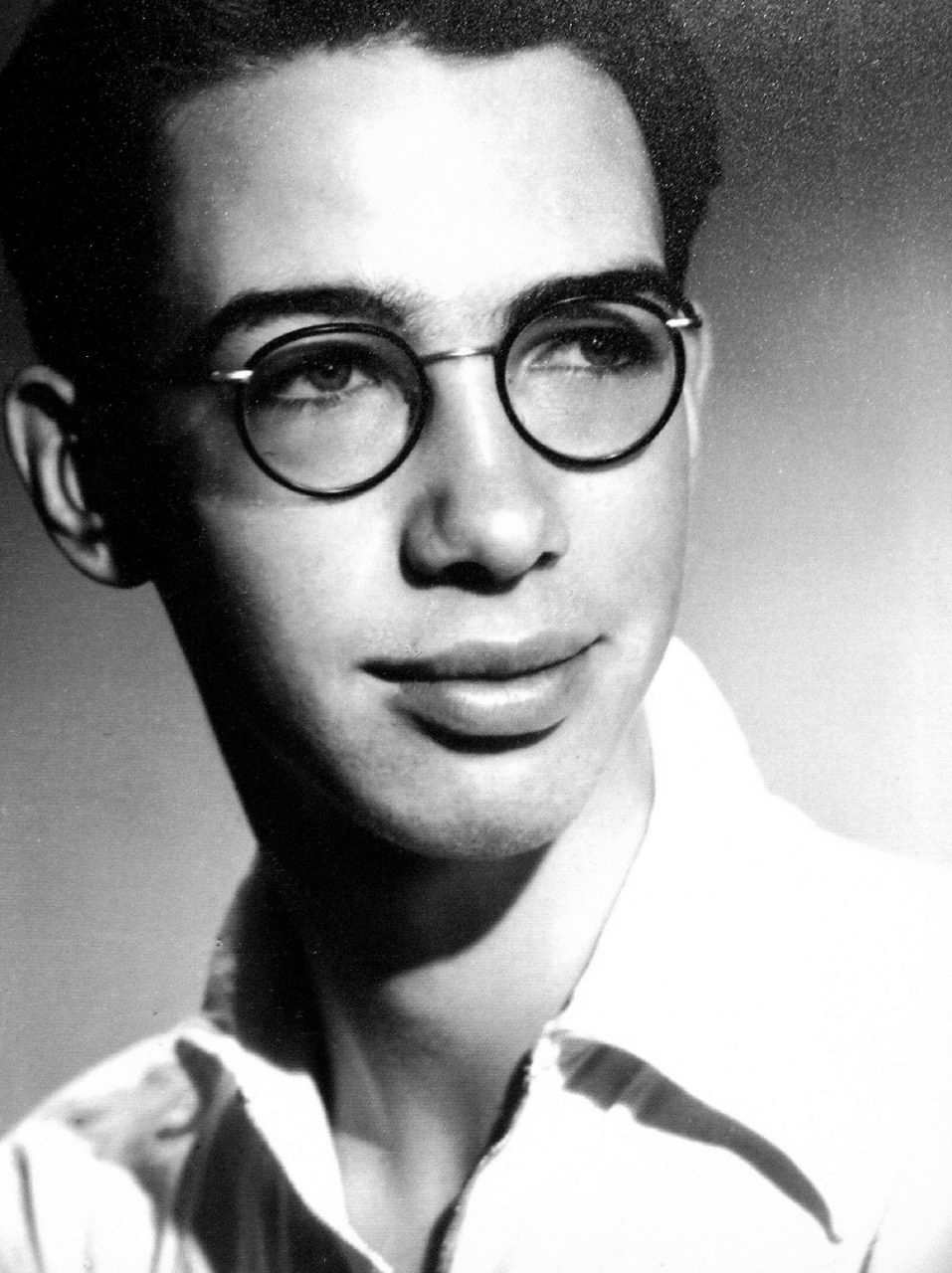
Don Dunstan als Teenager

Donald „Don“ Allan Dunstan wuchs in Fidschi auf, wo sein Vater Manager der Adelaide Steamship Company war, und absolvierte nach dem Besuch des 1847 gegründeten St. Peter’s College in Adelaide ein Studium der Rechtswissenschaften an der University of Adelaide. Er begann seine politische Laufbahn 1943 als Wahlkampfhelfer der konservativen Country Party während er noch Schüler war, änderte jedoch bald seine politische Einstellung und begründete dies später mit folgenden Worten:
„Ich wurde oft als kongenialer Rebell beschrieben – und tatsächlich wiederholte mein Rektor am St. Peter’s College diese Beschreibung bei mehr als einer Gelegenheit.“ (‚I’ve often been described as a congenital rebel – in fact my headmaster at St. Peter’s College repeated that phrase on more than one occasion.‘)
Nach Abschluss seines Studium wurde er im Februar 1949 wurde er als Barrister und Solicitor am Obersten Gerichtshof von Fidschi zugelassen, ehe er 1951 nach South Australia zurückkehrte und dort eine Tätigkeit als Rechtsanwalt aufnahm.
Bei der Wahl am 7. März 1953 wurde Dunstan für die Australian Labor Party im Wahlkreis Norwood erstmals zum Mitglied des South Australian House of Assembly gewählt, des Unterhauses des Parlaments von South Australia, und konnte sich dabei gegen den bisherigen Wahlkreisinhaber Roy Moir von der Liberal and Country League (LCL) durchsetzen. Er vertrat diesen Wahlkreis bis zu seinem Mandatsverzicht am 15. Februar, woraufhin sein Parteifreund Greg Crafter bei der notwendigen Nachwahl (By-election) am 26. März 1979 diesen Wahlkreis gewann. Für seine anwaltlichen Verdienste wurde er 1965 zum Kronanwalt (Queen’s Counsel) ernannt.
Die Labour Party gewann die Wahlen am 6. März 1965, woraufhin Frank Walsh am 10. März 1965 als Premier die erste Labour-Regierung seit 1933 bildete. Vor der Wahl erreichte er auf dem Bundesparteitag der Labor Party 1965 in Sydney, dass die Worte „White Australia“ (Weißes Australien) aus dem Parteiprogramm entfernt wurden. In dieser Regierung übernahm Dunstan am 10. März 1965 die Ämter als Generalstaatsanwalt (Attorney-General), als Minister für Angelegenheiten der Aborigines (Minister of Aboriginal Affairs) sowie am 25. März 1965 auch als Minister für soziale Wohlfahrt (Minister of Social Welfare) und bekleidete diese bis zum Ende von Walshs Amtszeit am 1. Juni 1967.

### Zweimaliger Premierminister von South Australia

#### Erste Amtszeit 1967 bis 1968

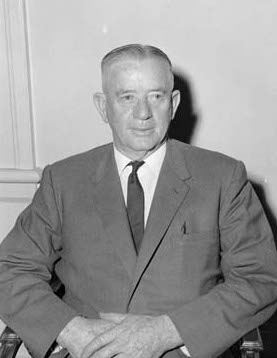
Frank Walsh wurde 1967 von Dunstan als Premier abgelöst.

Nach dem Rücktritt von Frank Walsh am 1. Juni 1968 wurde Don Dunstan als dessen Nachfolger als Leader of the South Australian Labor Party Vorsitzender der Labor-Partei und zugleich Premierminister von South Australia. In seiner Regierung fungierte er zugleich vom 1. Juni 1967 bis zum 16. April 1968 weiterhin als Generalstaatsanwalt und außerdem als Schatzminister (Treasurer) sowie außerdem zwischen dem 1. Juni 1967 und dem 26. März 1968 als Minister für Wohnungswesen (Minister of Housing). Während seiner ersten Amtszeit kam es zur Änderung des sogenannten „Six o’clock swill“, der Ansturm auf Hotelbars in Australien und Neuseeland, um alkoholische Getränke zu trinken, bevor die Bar bereits zu früher Stunde schloss. South Australia war der letzte Bundesstaat, der mit einem von Don Dunstan eingebrachten Gesetz die Schließung abschaffte. Rund fünf Monate nach dem Ende seiner Amtszeit wurde am 28. September 1968 dort das erste legale Bier nach 18 Uhr getrunken.
Bei der Wahl am 2. März 1968 verlor die Labor Party unter Premier Dunstan zwei Sitze und stellte mit 292.445 Stimmen (51,98 Prozent) nur noch 19 der 39 Sitze in der Legislativversammlung, ebenso wie die bisher oppositionelle Liberal and Country Country League unter Oppositionsführer Steele Hall mit 246.560 Stimmen (43,82 Prozent), die beiden Sitze von der ALP gewinnen konnte. Tom Stott wurde als einziger Parteiloser in das House of Assembly gewählt und fungierte damit wie bereits sechs Jahre zuvor als „Zünglein an der Waage“. Auch dieses Mal verwies die ALP auf die Stimmenmehrheit von knapp 52 Prozent und inszenierte in den folgenden sechs Wochen nach der Wahl massive öffentliche Proteste gegen das Wahlsystem, was die Bildung einer Regierung verzögerte. Auch Gouverneur Edric Bastyan verhielt sich ebenso wie vor sechs Jahren nach der Wahl vom 3. Februar 1962 und vertrat die Auffassung, dass es dem Parlament überlassen werden sollte, die Krise bei der Parlamentssitzung zu lösen, da keine der beiden Parteien die Mehrheit der Sitze gewonnen habe. Letztlich sicherte Stott der LCL seine Unterstützung zu, so dass Steele Hall am 17. April 1968 als Premier eine Regierung bilden konnte. Nach der Wahlniederlage übernahm Dunstan die Funktion als Oppositionsführer (Leader of the Opposition) in der Legislativversammlung. Am 11. Juli 1968 wurde ihm der Höflichkeitstitel The Honourable verliehen. Die Regierung von Premier Hall, die auf Stotts Unterstützung angewiesen war, begrüßte dessen Vorschläge stets, und als Stott den Bau eines in seinem Wahlkreis Ridley liegenden Staudamms für den Murray River in Chowilla empfahl, stimmte die LCL zunächst bereitwillig zu. Hall glaubte jedoch, dass der geplante Staudamm ein teurer Baustein (White Elephant) sein würde und weigerte sich, den Staudamm zu finanzieren. Proteste in seinem Wahlkreis zwangen Stott, mit der Opposition zu stimmen. 

#### Zweite Amtszeit 1970 bis 1979

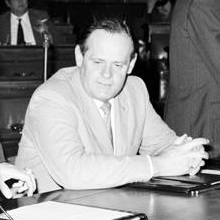
Des Corcoran wurde 1979 Nachfolger Dunstans als Parteivorsitzender und Premier.

Nach der Abstimmungsniederlage im House of Assembly fanden am 30. Mai 1970 vorgezogene Neuwahlen statt, die die Labor Party mit 305.478 Stimmen (51,64 Prozent) und 27 der 47 Sitze in der Legislativversammlung klar für sich entscheiden konnte, während die Liberal and Country	League von Premier Hall 258.856	Stimmen (43,76 Prozent)	und 20 Sitze erhielt. Daraufhin wurde Dunstan am 2. Juni 1970 zum zweiten Mal Premier und Hall Oppositionsführer. In seiner Regierung fungierte er zugleich vom 2. Juni 1970 bis zum 15. Februar 1976 wieder als Schatzminister sowie ferner zwischen dem 2. Juni 1970 und dem 20. September 1973 als Minister für Entwicklung und Bergbau (Minister of Development and Mines). Später bekleidete er zwischen dem 20. Juni und dem 9. Oktober 1975 wieder den Posten des Generalstaatsanwalts und vom 20. Juni bis zum 24. Juli 1975 Minister für Preise und Verbraucherangelegenheiten (Minister of Prices and Consumer Affairs) sowie zuletzt zwischen dem 16. Juni 1977 und dem 15. Februar 1979 auch noch als Minister für Einwanderung und ethnische Angelegenheiten (Minister of Immigration and Ethnic Affairs).
Bei der Wahl am 10. März 1973 erhielt die ALP 324.135 Wählerstimmen (51,52 Prozent) und 26 Mandate, während die Liberalen unter dem neuen Oppositionsführer Bruce Eastick 250.312 Stimmen (39,79 Prozent) erzielten und ihre 20 der 47 Sitze behielten. Bei der darauf folgenden Wahl am 12. Juli 1975 erzielte die ALP 321.481 Stimmen (46,32) erzielte, verlor drei Mandate und verpasste mit 23 Mandaten die absolute Mehrheit von 24 der 47 Sitze knapp, während die Liberalen auf 218.820 Wählerstimmen (31,53 Prozent) und auch dieses Mal 20 Mandate bekamen. Nach diesem Wahlergebnis wurde Eastick am 24. Juli 1975 sowohl als Vorsitzender der Liberalen Partei als auch als Oppositionsführer von David Tonkin abgelöst, der als „liberaler“ und weniger „konservativ“ als Eastick galt. Bei der Wahl am 17. September 1977 erhielt die Labor Party mit 383.831 Stimmen (51,64 Prozent) 27 der 47 Sitze und verfügte über eine absolute Mehrheit, während Tonkins Liberal Party mit 306.356 Stimmen (41,21 Prozent) drei Mandate verlor und nur noch 17 Abgeordnete stellte.
In seiner fast neunjährigen zweiten Amtszeit führte die Regierung Dunstans ein umfassendes Reformprogramm durch, dessen Folgen die politische, sozioökonomische und kulturelle Landschaft Südaustraliens deutlich veränderten und Auswirkungen auf Australien als Ganzes hatten. Zwischen 1970 und 1979 war die Regierung von Dunstan für politische Initiativen in den folgenden Bereichen verantwortlich: Anreize für neue und kleine Unternehmen, Industrie, Tourismus und Kunst; eine Erhöhung der staatlichen Mittel für öffentliche Bildung, Gesundheit, Verkehr, Wohnen, Altenpflege, Sozialfürsorge und gemeinnützige Dienste; die Einführung von Gesetzen in den Bereichen Verbraucherschutz, Arbeitnehmerentschädigung, Bauvorschriften, Frauenrechte, Diskriminierung aufgrund des Geschlechts, Rassendiskriminierung, Landrechte der Aborigines, Zensur, Jugendgerichtsbarkeit und Umweltschutz; die Abschaffung der Todes- und Körperstrafe. Sein Einfluss auf den Lebensstil vieler Südaustralier war noch weitreichender. Die derzeitige herausragende Stellung Südaustraliens in der Lebensmittel- und Weinindustrie wird weithin darauf zurückgeführt, dass er sich für einen neuen Essstil einsetzte, der sich die vielseitige Mischung der Kulturen und das Klima Südaustraliens zunutze machte. Seine bis zum 15. Februar 1979 dauernde Amtszeit war geprägt von Sozialreformen wie der Entkriminalisierung von Homosexualität und damit zum ersten australischen Staat, die dies durchführte. Zur Unterstreichung seiner persönlichen Einstellung zu derartigen Reformen erschien er einmal 1972 in pinkfarbenen Shorts im Parlamentsgebäude anstatt im traditionellen grauen Anzug und sagte dazu, dass er mit dieser Aktion einigen Reformwillen in die konservativen Flure des Parlaments bringen wollte. Er war darüber hinaus bekannt als Förderer von Kunst und Kultur wie dem Adelaide Festival of Arts. Darüber hinaus setzte er als erster Premierminister des Bundesstaates Grundbesitzrechte für Aborigines durch.
Dunstan trat am 15. Februar 1979 aus gesundheitlichen Gründen aus der Politik zurück, woraufhin Des Corcoran neuer Parteivorsitzender und Premier wurde. Anschließend fungierte er als Vorsitzender der Victorian Tourism Commission, war nationaler Vorsitzender für Community Aid Abroad und Vorsitzender der Mandela Foundation sowie Präsident der Bewegung für Demokratie in Fidschi. Dunstan betrieb ein von der Kritik gefeiertes Restaurant in Adelaide und wohnte in Norwood.
Dunstan war zwei Mal verheiratet. 1949 heiratete er in erster Ehe die aus Deutschland stammende Gretel Elsasser. Aus dieser 1974 geschiedenen Ehe gingen die Tochter Bronwen sowie die Söhne Andrew und Paul hervor. In zweiter Ehe heiratete er 1976 die malaysische Journalistin Adele Koh, die im Oktober 1978 an Bronchialkarzinom verstarb. Zuletzt lebte er von 1986 bis zu seinem Tode am 6. Februar 1999 in einer gleichgeschlechtlichen Beziehung mit Steven Cheng. Er verstarb an den Folgen eines Kopf-Hals-Karzinoms sowie eines Bronchialkarzinoms. Kurz vor seinem Tode gründete er die nach ihm benannte Don Dunstan Foundation, deren Ziel es ist, Dunstans Werte wie kulturelle Vielfalt, gerechte Verteilung des Reichtums, Menschenrechte und Rechte der Ureinwohner in Australien zu vertreten und für sie einzutreten. Ferner wird seit 2003 auf dem Adelaide Film Festival der Don Dunstan Award in Anerkennung des herausragenden Beitrags einer Person zur australischen Filmindustrie verliehen, den unter anderem David Gulpilil, Rolf de Heer und Scott Hicks erhalten haben.

## Veröffentlichung
- Felicia. The Political Memoirs of Don Dunstan, Macmillan Company of Australia, South Melbourne, 1981

## Hintergrundliteratur
- Andrew Parkin, Allan Patience (Herausgeber): The Dunstan Decade. Social Democracy at the State Level, Longman Cheshire, Melbourne, 1981
- Dino Hodge: Don Dunstan, Intimacy & Liberty. A Political Biography, Wakefield Press, Kent Town, 2014
- Angela Woollacott: Don Dunstan. The Visionary Politician Who Changed Australia, Allen & Unwin, Crows Nest, 2019
- Parliament of South Australia: Statistical Record of the Legislature 1836–2007 (Memento vom 11. März 2019 im Internet Archive)
- Robert Martin: Responsible Government in South Australia, Band 2, Wakefield Press, 2009, ISBN 978-1-8625-4-8442, S. 83 f. (Onlineversion (Auszug))